# Olof Werling Melin
Pour les articles homonymes, voir Melin (homonymie).

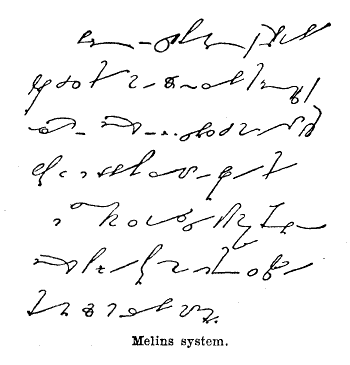
Un échantillon du.

Olof Werling Melin est un militaire suédois né le 3 août 1861 à Göteborg et mort le 15 janvier 1940 à Stockholm. Il est principalement connu pour avoir conçu un système de sténographie adapté au suédois, le système Melin (en), publié en 1892.